# Empis tibialis
Empis tibialis är en tvåvingeart som beskrevs av Hardy 1934. Empis tibialis ingår i släktet Empis och familjen dansflugor. Inga underarter finns listade i Catalogue of Life.